# Rio Itinga
O rio Itinga é um curso de água brasileiro, afluente da margem esquerda do rio Jequitinhonha. O rio tem sua principal nascente na serra Escura, no município de Santa Cruz de Salinas e percorre cerca de 70,5 quilômetros até desaguar no rio Jequitinhonha, no município de Itinga.
O rio drena uma área de 1.524,03 quilômetros quadrados na bacia do rio Jequitinhonha. Próximo à sua foz, segundo estudos do Instituto Mineiro de Gestão de Águas, sua vazão média de longo termo (Qmlt) é de 3,90 metros cúbicos por segundo e sua vazão mínima medida na foz é de aproximadamente 0,227 metros cúbicos por segundo.